# Мошин, Алексей Николаевич
Алексей Николаевич Мошин (1870—1929) — писатель, драматург, фольклорист, краевед, профессор, литературовед, член Петербургского литературного общества и Московского общества деятелей периодической печати и литературы.

## Биография
Родился в 1870 году в городе Великие Луки в старинной купеческой обедневшей семье. Окончив пять классов Великолукского реального училища, занимался самообразованием. Во время обучения в реальном училище, Мошин встречался с историком и педагогом М. И. Семевским, который входил в число попечителей учебного заведения и неоднократно читал в нем лекции, что произвело на талантливого юношу сильное впечатление и повлияло на то, что Мошин занялся литературно-журналистской работой.
Сдал экстерном экзамены на аттестат зрелости, потом — по всем предметам историко-филологического факультета Петербургского университета.
С 16 лет работал в почтово-телеграфной, железнодорожной и торговой конторах, одновременно исполняя должность секретаря в городском общественном управлении
Мошин путешествует по России, что связано с его гражданской государственной службой. Он входит в правление Общества подъездных железных путей в России, некоторое время служит на Рязанско-Уральской и Варшавской линии железной дороги. Выезжал за границу — был в Германии и Англии, везде черпая материал для литературного труда.
После революции судьба Мошина сложилась достаточно благополучно: он занимался литературоведением, читал лекции в вузах по всей стране. Во время одной из лекций в Новоржеве и прервался его земной путь.

## Личная жизнь
В 1892 году в Москве женился на дочери дворянского семейства Пановых, в 1894 году родился сын Владимир.
Внучка — поэтесса Наталия Карпова.